# Scandal (televisieserie)
Scandal is een Amerikaanse dramaserie (ook een politieke thriller) uit 2012 van ABC. Het verhaal draait om Olivia Pope (Kerry Washington) en haar team. Zij proberen het publieke imago van de (politieke) elite in Washington en daarbuiten te beschermen en samen zorgen ze ervoor dat al die geheimen en schandalen het daglicht niet zien. Olivia werkte vroeger als 'Communications Director' voor de President, maar is na zijn verkiezing haar eigen 'Crisis Management'-bureau begonnen, dat ze 'Olivia Pope and Associates' gedoopt heeft. Ze probeert komaf te maken met haar verleden, maar dat blijkt makkelijker gezegd dan gedaan.
Olivia's team bestaat uit Harrison Wright (Columbus Short), een gehaaide advocaat; Abby Whelan (Darby Stanchfield), een detective; Huck Finn (Guillermo Diaz), een hacker met een (duister) verleden bij een geheime militaire organisatie (genaamd 'B6-13') en nieuweling Quinn Perkins (Katie Lowes), een groentje in het vak- maar met een groot geheim.
In Nederland loopt de reeks sinds 23 december 2013 bij Net5 en in Vlaanderen vanaf 28 januari 2014 op VIJF. In Wallonië is de serie reeds geruime tijd te zien op RTL TVI.
Seizoen 7 loopt sinds 5 oktober 2017 in de Verenigde Staten. ABC maakte bekend dat seizoen 7 het laatste seizoen is

## Het verhaal
Nadat ze de President van de Verenigde Staten succesvol aan de macht heeft geholpen, besluit Olivia Pope haar eigen crisis-managementbureau op te richten. Ze huurt hiervoor enkele gehaaide partners in die haar daarbij moeten helpen. Zo neemt ze in de eerste aflevering Quinn Perkins op in haar team van 'Gladiatoren in Maatpak' (= de naam die haar werknemers zichzelf geven).
In het eerste seizoen draait het schandaal rond Amanda Tanner: een stagiaire die beweert dat ze een nachtje met de President heeft doorgebracht en nu zwanger is. Ze eist geld van de President, anders zal ze haar verhaal aan de media gaan vertellen. De president vraagt aan Olivia om haar te helpen, maar het wordt al snel duidelijk dat niets is wat het lijkt: Olivia blijkt zelf ooit een affaire te hebben gehad met de President en Quinn blijkt een duister geheim met zich mee te dragen.
In het tweede seizoen wordt al snel duidelijk dat de presidentsverkiezingen niet helemaal zuiver zijn verlopen en dat Olivia (en enkele anderen) de verkiezingen hebben vervalst om de President aan de macht te helpen. Dit schandaal dreigt publiek gemaakt te worden en het is aan Olivia en haar team om dit te verhinderen. Ondertussen zijn er allerlei complicaties en schandalen die de zaak nog bemoeilijken en alleen maar ingewikkelder maken, waardoor een web van leugens, verraad en schandalen ontstaat.
In het derde seizoen loopt het schandaal rond de affaire van de President met Olivia verder. Daarnaast blijkt de legerdienst van de President niet helemaal koosjer te zijn verlopen en moet ook hier een schandaal worden verborgen gehouden.

## Rolverdeling

### Olivia & Team
| Acteur            | Rol             | Beschrijving personage |
| ----------------- | --------------- | --- |
| Kerry Washington  | Olivia Pope     | Olivia is een advocate en crisis manager. Ze wordt algemeen beschouwd als de beste in haar vak. Ze is erg toegewijd aan haar werk en de mensen die ze helpt. Haar personeel is zeer trouw aan haar want ze heeft elk van hen 'gered' in hun verleden. Cyrus was haar mentor en ze werkte mee aan de campagne voor de presidentsverkiezingen. Begint dan ook een affaire met Fitz. Hoewel ze nog steeds gevoelens heeft voor hem, weet Olivia dat hun liefde onmogelijk is. Na zijn benoeming begint ze haar eigen crisis management bureau. Aan het begin van seizoen 2 wordt onthuld dat Olivia iets te maken met Quinn's verleden. Zij maakt deel uit van Defiance, de groep die President Fitzgerald (frauduleus) aan de macht heeft geholpen. |
| Columbus Short    | Harrison Wright | Harrison is Olivia's zeer trouwe medewerker. Hij werkte in Takoma Park voordat hij ging werken voor Adnan Salif, waardoor hij zeer rijk werd. Salif zijn manier van werken was wel niet altijd even koosjer, en wanneer Harrison hiervoor de schuld in de schoenen geschoven krijgt, verdedigt Olivia hem voor de rechtbank, waardoor hij er met een lichte straf vanaf komt. Harrison beschouwt Quinn als zijn protegé. |
| Darby Stanchfield | Abby Whelan     | Abby werkt als detective voor Olivia. Ze was ooit getrouwd met Charles Putney (de zoon van een gouverneur) en Olivia hielp haar bij hun scheiding. Ze is zeer trouw aan Olivia, maar wordt boos als Olivia niet rationeel reageert. Begint een affaire met David Rosen. |
| Guillermo Diaz    | Huck Finn       | Huck is een hacker en heeft een verleden als huurling voor een geheime militaire organisatie genaamd 'B6-13'. Hij is zeer loyaal aan Olivia en doet alles wat ze vraagt. Hij was ooit dakloos en verslaafd aan drank, tot Olivia hem er weer bovenop hielp. Vindt in het tweede seizoen een partner in Quinn. |
| Katie Lowes       | Quinn Perkins   | Quinn is een jonge advocate die in de eerste aflevering wordt ingehuurd door Olivia en haar team. Al snel blijkt er meer aan de hand te zijn, want Quinn is een pseudoniem: haar echte naam is Lindsay Dwyer en ze wordt gezocht door de FBI omdat ze haar vriend en zes anderen zou vermoord hebben. Al snel blijkt dat Quinn's verleden ook gelinkt is aan Defiance. |
| Henry Ian Cusick  | Stephen Finch   | Stephen is een advocaat die voor Olivia werkt, maar na zijn verloving met Georgia het bureau verlaat en een nieuw leven begint (Stephen speelt dan ook enkel mee in het eerste seizoen van de reeks). |

### Het Witte Huis
| Acteur        | Rol                                | Beschrijving personage |
| ------------- | ---------------------------------- | --- |
| Tony Goldwyn  | Fitzgerald Thomas Grant III (Fitz) | Fitz is de President van de Verenigde Staten. Hij is een Republikein en (ongelukkig) getrouwd met Mellie. Hij is verliefd op Olivia en wil van zijn vrouw scheiden om bij haar te zijn. Hij begon zijn affaire met Olivia tijdens zijn campagne, maar hun relatie is bijna onmogelijk door zijn functie. Hij wil ook scheiden van Mellie, maar ook dit is onmogelijk. Heeft ook een affaire met stagiaire Amanda Tanner en vraagt aan Olivia om hem te helpen dit te verdoezelen. In het tweede seizoen probeert iemand hem neer te schieten, en de dader probeert de schuld daarna in de schoenen van Huck te schuiven. Terwijl hij in het ziekenhuis ligt, neemt Sally Langston de rol van President waar. Zijn relatie met Mellie, Olivia, Verna, Hollis en Cyrus wordt zwaar op de proef gesteld wanneer hij het Defiance complot te weten komt. |
| Bellamy Young | Mellie Grant                       | De first lady van de Verenigde Staten en vrouw van Fitz. Maakt deel uit van Defiance. De affaires van haar man zitten haar hoog en probeert hiermee komaf te maken. Krijgt een baby in de loop van het tweede seizoen. |
| Jeff Perry    | Cyrus Rutherford Beene             | De Stafchef van het Witte Huis. Hij is een rustige man, maar ambitieus en zeer trouw aan de President. Hij was Olivia Pope's mentor en is een goede vriend van haar. Cyrus werkte mee aan Fitz's campagne en bracht Olivia in het spel nadat ze in Iowa de voorverkiezingen verloren. Hij is geschokt als hij hoort over de affaire tussen Olivia en Fitz. Cyrus is homoseksueel en getrouwd met James Novak, een journalist. Cyrus maakt deel uit van Defiance, en is bereid om tot het uiterste te gaan om Defiance te beschermen. |
| Kate Burton   | Sally Langston                     | De zeer conservatieve Vicepresident van de Verenigde Staten. Neemt de rol van de President voor een tijdje over wanneer hij in het ziekenhuis ligt. Heeft haar eigen agenda en kan Olivia niet uitstaan. |
| Matt Letscher | Billy Chambers                     | Voormalige Stafchef van het Witte Huis en voormalige campagneleider van Sally Langston. Was zeer teleurgesteld toen zij deze verloor en wou wraak nemen op Fitz door een pikant filmpje van Fitz en Olivia te lekken naar de media, maar hield dit achter toen Sally gevraagd werd door Fitz om Vicepresidente te worden. Wil alsnog wraak nemen in het tweede seizoen. |

### Andere personages
| Acteur           | Rol                  | Beschrijving personage |
| ---------------- | -------------------- | --- |
| Joshua Malina    | David Rosen          | David is de openbaar aanklager voor de staat. Probeert de schandalen die Olivia en haar partners proberen te verdoezelen in de openbaarheid te brengen (zo ook Defiance), maar krijgt keer op keer het deksel op de neus. Geraakt dan zijn job kwijt door Olivia, maar wanneer zijn leven in gevaar komt, helpt Olivia hem (op aandringen van Abby, met wie hij een knipperlichtrelatie heeft). |
| Brenda Song      | Alissa               | Assistente van David. |
| Gregg Henry      | Hollis Doyle         | Hollis is een rijke, gewiekste zakenman en donateur van de President. Maakt deel uit van Defiance en wil hiervoor in ruil enkele zaken geregeld hebben. |
| Dan Bucatinsky   | James Novak          | De man van Cyrus en journalist in het Witte Huis voor een krant. Ontdekt de verkiezingsfraude rond de President en komt hierdoor in conflict met zijn man Cyrus. Om hem te sussen en zijn aandacht af te leiden adopteren hij en Cyrus in het tweede seizoen een baby. |
| Scott Foley      | Jake Ballard         | Een marinier die van Fitz Olivia moet bespioneren. Begint een affaire met haar. |
| Norm Lewis       | Senator Edison Davis | Senator en ex-vriend van Olivia en tevens leider van de Senaatsfractie voor de Republikeinen. |
| Debra Mooney     | Verna Thornton       | Opperrechter van de Verenigde Staten, maakt ook deel uit van Defiance groep. Ze lijdt aan kanker en heeft niet meer lang te leven. Wordt (in het tweede seizoen) vermoord in het ziekenhuis door Fitz. |
| Khandi Alexander | Maya Lewis           | Olivia's moeder, van wie ze dacht dat ze dood was. |
| Joe Morton       | Rowan Pope           | Olivia's vader en leider van de geheime militaire organisatie B6-13, een organisatie waar zowel Jake als Huck voor gewerkt hebben. |

## Dvd's
| Dvd       | Reg. 1                            | Aantal Afleveringen |
| --------- | --------------------------------- | ------------------- |
| Seizoen 1 | 5 april 2012 tot 17 mei 2012      | 7                   |
| Seizoen 2 | 27 september 2012 tot 16 mei 2013 | 22                  |
| Seizoen 3 | 3 oktober 2013 tot 17 april 2014  | 18                  |
| Seizoen 4 | 25 september 2014                 | 22                  |
| Seizoen 5 | 24 september 2015                 | 21                  |